# Geranomyia snyderi chichiensis
Geranomyia snyderi chichiensis is een ondersoort van de tweevleugelige Geranomyia snyderi'uit de familie steltmuggen (Limoniidae). De soort komt voor in het Australaziatisch gebied.